# Elhaida Dani
Elhaida Dani (Shkodra, 1993. február 17. – ) albán énekesnő és dalszerző. Shkodrában született és nőtt fel, gyermekkorában kezdett el zongorázni és különféle énekversenyeken is szerepelt. Az albán anyanyelvű balkáni térségben a Star Academy Albania, a Top Fest és a Festivali i Këngës megnyerésével vált ismertté. Olaszországban is nagy népszerűségre tett szert, miután megnyerte a The Voice of Italy első évadát. Albániát képviselte a 2015-ös Eurovíziós Dalfesztiválon az I’m Alive című dalával, miután megnyerte az 53. Festivali i Këngëst. 2017-ben először vett részt a Kënga Magjike fesztiválon E ngrirë című dalával, amellyel a második helyen végzett. Nagy népszerűségre tett szert Olaszországban és Franciaországban is a Notre-Dame de Paris című musicalben nyújtott alakításával.

## Pályafutása
Elhaida Dani 1993. február 17-én született egy albán családban, Shkodra városában, Albániában. Négyévesen kezdett énekelni, majd később zongorázni tanult. Zenei tanulmányait a tiranai Művészeti Egyetemen folytatta zenetudomány szakon. Zenei pályafutását 2009-ben kezdte, amikor több zenei versenyt is megnyert, köztük a Star Academyt, a Sunčane Skalét, a Festivalul George Grigoriut és a Nova Musicát. 2011 decemberében részt vett az 50. Festivali i Këngës versenyen, hogy képviselhesse Albániát a 2012-es Eurovíziós Dalfesztiválon, azonban Mijëra vjet című dalával nem sikerült győznie. 2012 júniusában megnyerte a Top Fest kilencedik kiadását S'je më című dalával.
2013 márciusában sikeresen szerepelt a The Voice of Italy első évadának meghallgatásán, ahol a Mamma Knows Best című dallal lépett színpadra. A zsűri (Piero Pelù, Raffaella Carrà, Riccardo Cocciante és Noemi) mind a négy tagja megfordult a székével, Dani pedig Riccardo Cocciante csapatát választotta. A verseny során folyamatosan magas pontszámokat kapott, és végül 2013 májusában, a döntőben több mint 70%-os szavazati aránnyal megnyerte a műsort. Még ugyanabban az évben lemezszerződést kötött a Universal Music olasz leányvállalatával.
2014 októberében az albán közszolgálati televízió, a Radio Televizioni Shqiptar bejelentette, hogy Elhaida Dani részt vesz az 53. Festivali i Këngësen Diell című dalával. A versenyt megnyerte, így ő képviselhette Albániát a 2015-ös Eurovíziós Dalfesztiválon. Később bejelentette, hogy a Diell szerzőjének visszalépése miatt új dalt választott, az I’m Alive-ot. A dalfesztiválon Albánia az első elődöntőből továbbjutott a döntőbe, ahol végül a tizenhetedik helyen végzett 34 ponttal.
2016-ban Riccardo Cocciante és Luc Plamondon felkérték, hogy játssza el Esmeralda szerepét a világhírű Notre-Dame de Paris című musicalben, melynek turnéjával azóta is világszerte fellép. Ugyanabban az évben részt vett a Kënga Magjike fesztiválon, ahol 988 ponttal a második helyet szerezte meg. Hároméves kihagyás után 2021. szeptember 20-án jelentette meg második EP-jét Zanin címmel, amelyet olyan albán dalszerzőkkel és producerekkel készített, mint Alban Kondi, Elgit Doda, Endrit Mumajesi és Kledi Bahiti. 2022 őszén részt vett a Dancing with the Stars Albania nyolcadik évadában, ahol több élő show-ban is maximális pontszámot kapott a zsűritől. 2022 decemberében új kislemezt adott ki Vetja címmel, amelynek zeneszerzője Kledi Bahiti.

## Diszkográfia

### EP-k
- Elhaida Dani (2013)
- Zanin (2021)

### Kislemezek
- Fjala e fundit (2008)
- Si asnjëhere (2010)
- Mijëra vjet (2011)
- S'je më (2012)
- Baciami e basta (2013)
- When Love Calls Your Name (2013)
- Diell (2014)
- I’m Alive (2015)
- Më mbaj (2017, Dj Oltival közösen)
- E ngrirë (2017)
- Let It Go (Lascerò) (2018, Nathaniellel közösen)